# Tiny BASIC
Tiny BASIC — семейство диалектов языка программирования BASIC, которые помещаются в 4 килобайта.

## История
Был разработан в ответ на открытое письмо, опубликованное Биллом Гейтсом, в котором он жаловался на пользователей, занимающихся пиратством Altair BASIC, продающегося за 150 долларов. Tiny BASIC задумывался как полностью бесплатная версия BASIC, которая будет работать на микрокомпьютерах. Tiny BASIC был выпущен как спецификация, а не реализация, опубликованная в сентябрьском выпуске информационного бюллетеня People's Computer Company (PCC) за 1975 год. В статье программистам предлагалось реализовать её на своих машинах и отправить полученную реализацию на языке ассемблера обратно в редакцию.

## Описание
Небольшой размер и бесплатный исходный код сделали эти реализации полезными на заре микрокомпьютеров в середине 1970-х, когда оперативная память была дорогой, а типичный размер памяти составлял всего от 4 до 8 КБ. Хотя минимальная версия Altair BASIC от Microsoft также могла работать на машинах с 4 КБ, она оставляла свободными только 790 байт для программ BASIC. Больше свободного места было существенным преимуществом Tiny BASIC. Чтобы соответствовать этим строгим ограничениям размера, диалектам Tiny BASIC обычно не хватало множества функций, встречающихся в других диалектах, например, в большинстве версий отсутствовали строковые переменные, математические вычисления с плавающей запятой и разрешались только однобуквенные имена переменных.
Крошечные реализации BASIC всё ещё используются сегодня для программирования микроконтроллеров, таких как Arduino.